# 둥후역 (타이베이시)
둥후역(중국어 정체자: 東湖站, 병음: Dōnghú Zhàn, 하카어 백화자: Tûng-fù Cham, 한자음: 동호참)은 중화민국 타이베이의 네이후구에 위치한 타이베이 첩운 원후선의 역이다.

## 역 개요

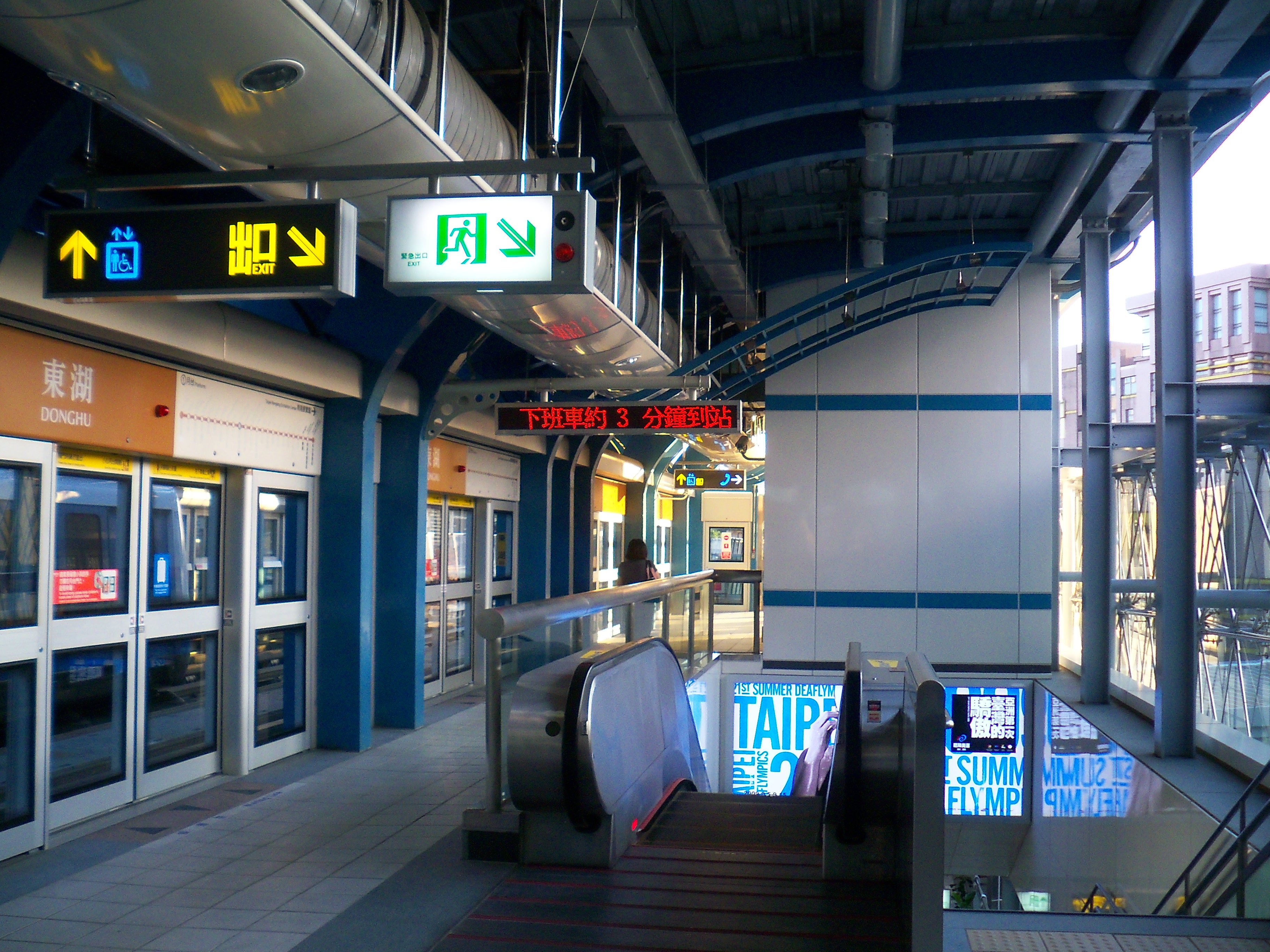
둥후 역 승강장

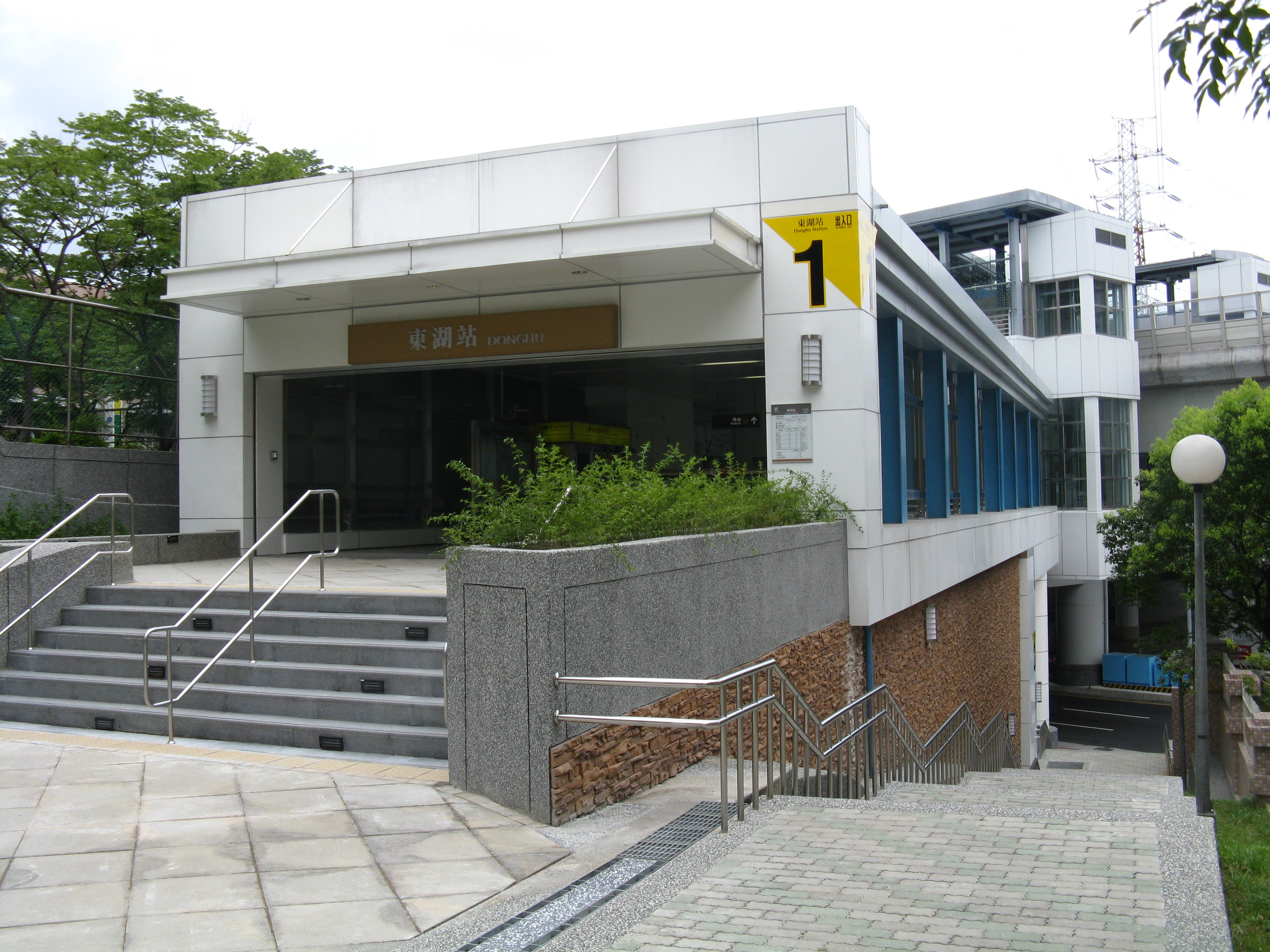
둥후 역 1번 출구

이 역은 3개의 층으로 구분되는 고가역으로, 2개의 상대식 승강장, 3개의 출구 및 대합실의 북쪽에 있는 승강장 엘리베이터가 있다. 캉닝로(康寧路) 3단의 중심에 위치한다.
역은 길이 83m, 폭 21.5m, 승강장 길이는 93.5m이다. 북쪽으로 원후로 인도교로를 가로지르고, 남쪽으로 중산고속공로를 가로질러서, 역의 높이는 20미터 (6층 건물과 동일)이다. 따라서 "톈딩 첩운역(天頂捷運站, Zenith Station)"이라 불리며 타이베이 첩운에서 가장 고도가 높은 역이다.

### 공공 예술
역 디자인 테마는 "Music"이다. 역 광장의 표면 디자인은 춤추는 뮤지컬 배우를 나타낸다. 낭만적인 도시 음악을 표현하기 위해 대합실에서 에나멜 평판에 실크 직물을 이용하여 표현하였다.
입구 옆에 자리한 공공 예술은 "호파탕양(중국어: 湖波蕩漾 후보당양[*])"이라고 불린다. 자기 및 청자는 작품에 잔물결을 만드는 데 사용된다.

## 연혁
- 2007년 12월 : 역 구조물 완공.[6]
- 2009년 2월 22일 : 둥후 역 건설 완료.
- 2009년 7월 4일 : 원후선 개통으로 영업 운행 시작.

## 역 구조
| 3F                                  |                                                   |
| 상대식 승강장, 오른쪽 출입문이 열림 |                                                   |
| 1번 선로                            | ← 원후선 난강전람관 방면(BR23 난강소프트웨어단지) |
| 2번 선로                            | → 원후선 동물원 방면(BR21 후저우)→                |
| 상대식 승강장, 오른쪽 출입문이 열림 |                                                   |

| 2F | 대합실 | 안내 데스크, 자동 발권기, 편도 운임 창구, 화장실 |

| 1F | 지면층 | 출구 |

## 인근 역세권
- 안캉 공원(安康公園)
- 난후 고등학교(南湖高中)
- 밍후 중학교(明湖國中)
- 난후 초등학교(南湖國小)
- 밍후 초등학교(明湖國小)
- 둥후 초등학교(東湖國小)
- 타이베이 시립 도서관 둥후 분관(臺北市立圖書館東湖分館)
- 타이베이 시 정부 경찰국 원후 분국 둥후 파출소(臺北市政府警察局內湖分局東湖派出所)
- 타이베이 시 정부 소방국 제3 대대 원후 중대 둥후 분대(臺北市政府消防局第三大隊內湖中隊東湖分隊)
- 哈拉影城(Halar Cinema)

## 인접 정차역
| 타이베이 첩운 원후선                 | 타이베이 첩운 원후선            | 타이베이 첩운 원후선 |
| ------------------------------------ | ------------------------------- | -------------------- |
| 난강 소프트웨어 단지 난강전람관 방면 | 타이베이 첩운 원후선 (네이후선) | 후저우 동물원 방면   |
| 타이베이 첩운 민성시즈선(계획중)     |                                 |                      |
| 후루저우 다다오청 방면               | SB 타이베이 첩운 민성시즈선     | 샤서허우 시지 방면   |